# Парамигіна Світлана В'ячеславівна
Світлана Парамигіна (біл. Святлана Вячаславаўна Парамыгіна нар. 5 квітня 1965  Єкатеринбург, РРФСР, СРСР) — радянська та білоруська біатлоністка, срібна призерка Олімпійських ігор 1994 року в спринті, триразова чемпіонка світу з біатлону та дворазова призерка чемпіонатів світу. Перша представниця Білорусі володарка Кубка світу у сезоні 1993–1994 років.

## Виступи на Олімпійських іграх
| Рік  | Місце проведення | Інд | Спр | Пр | МС | Ест |
| 1992 | Альбервіль       | 21  |     |    |    |     |
| 1994 | Ліллегамер       | 4   | 2   |    |    | 6   |
| 1998 | Нагано           | 12  | 24  |    |    | 12  |

## Виступи на чемпіонатах світу
| Рік  | Місце проведення | Інд | Спр | Пр | МС | Ест | КГ |
| 1990 | Мінськ           |     | 11  |    |    |     | 1  |
| 1991 | Лахті            | 19  |     |    |    |     | 1  |
| 1993 | Боровець         | 3   |     |    |    | 5   | 2  |
| 1994 | Кенмор           |     |     |    |    |     | 1  |
| 1995 | Антхольц         | 4   | 12  |    |    | 11  |    |
| 1996 | Рупольдінг       | 5   | 26  |    |    | 6   | 4  |
| 1997 | Брезно-Осрбліє   | 16  | 14  | 41 |    | 8   |    |
| 1998 | Поклюка          |     |     | 41 |    |     |    |
| 1999 | Контіолахті      |     | 20  | 15 |    |     |    |
| 1999 | Осло             | 8   |     |    | 10 |     |    |
| 2000 | Осло             | 21  | 9   | 14 | 23 |     |    |
| 2001 | Поклюка          | 16  | 51  | 32 | 26 | 13  |    |

## Призові місця
За свою біатлонну кар'єру Світлана 25 разів підіймався на подіум пошани, з них 12 разів на найвищу сходинку. Найвищої ж позиції в загальному заліку їй вдалося досягти у сезоні 1993–1994 — 1 місце.
| №  | Позиція | Дисципліна          | Етап        | Місце проведення |
| -- | ------- | ------------------- | ----------- | ---------------- |
| 1  | 1       | командна гонка      | ЧС-90       | Мінськ           |
| 2  | 1       | командна гонка      | ЧС-91       | Лахті            |
| 3  | 1       | командна гонка      | ЧС-94       | Кенмор           |
| 4  | 1       | спринт              | 1993/94 — 3 | Рупольдинг       |
| 5  | 1       | спринт              | 1993/94 — 4 | Антхольц         |
| 6  | 1       | індивідуальна гонка | 1993/94 — 5 | Хінтон           |
| 7  | 1       | спринт              | 1993/94 — 5 | Хінтон           |
| 8  | 1       | індивідуальна гонка | 1994/95 — 4 | Рупольдинг       |
| 9  | 1       | спринт              | 1994/95 — 5 | Лахті            |
| 10 | 1       | індивідуальна гонка | 1994/95 — 6 | Ліллегаммер      |
| 11 | 1       | спринт              | 1995/96 — 1 | Естерсунд        |
| 12 | 1       | індивідуальна гонка | 1996/97 — 8 | Новосибірськ     |
| 13 | 2       | спринт              | 1992/93 — 1 | Поклюка          |

| №  | Позиція | Дисципліна          | Етап        | Місце проведення |
| -- | ------- | ------------------- | ----------- | ---------------- |
| 14 | 2       | командна гонка      | ЧС-93       | Боровець         |
| 15 | 2       | спринт              | 1992/93 — 4 | Ліллегаммер      |
| 16 | 2       | індивідуальна гонка | 1993/94 — 3 | Рупольдинг       |
| 17 | 2       | спринт              | ОІ-94       | Ліллегаммер      |
| 18 | 2       | спринт              | 1996/97 — 6 | Кенмор           |
| 19 | 2       | мас-старт           | 1996/97 — 8 | Новосибірськ     |
| 20 | 2       | естафета            | 1998/99 — 2 | Брезно-Осрбліє   |
| 21 | 3       | індивідуальна гонка | ЧС-93       | Боровець         |
| 22 | 3       | індивідуальна гонка | 1994/95 — 1 | Бад-Гаштайн      |
| 23 | 3       | спринт              | 1995/96 — 2 | Осло             |
| 24 | 3       | індивідуальна гонка | 1996/97 — 2 | Естерсунд        |
| 25 | 3       | спринт              | 1996/97 — 8 | Новосибірськ     |

## Загальний залік в Кубку світу
- 1989–1990 — 9-е місце
- 1990–1991 — 58-е місце
- 1991–1992 — 23-е місце
- 1992–1993 — 13-е місце
- 1993–1994 — -е місце
- 1994–1995 — -е місце
- 1995–1996 — 10-е місце
- 1997–1998 — 17-е місце
- 1998–1999 — 21-е місце
- 1999–2000 — 27-е місце
- 2000–2001 — 27-е місце